# Fazlur Rahman Malik
Fazlur Rahman Malik (21 septembre 1919 - 26 juillet 1988), connu sous le nom de Fazlur Raḥmān, est un théologien musulman réformiste et un philosophe pakistanais. 
Rachid Benzine le compte parmi les « nouveaux penseurs » qui défendent un islam éclairé.
Penseur réformiste de l'islam, son œuvre s'articule autour de l'idée que l'islam, pour faire face aux défis de la modernité, doit se livrer à une nouvelle lecture du Coran. L'idée maîtresse de Rahman, c'est que l'exégèse a jusqu'à présent manqué d'une méthode. Son œuvre a donc pour but de définir une méthode herméneutique.

## Biographie
Il signe ses livres du nom de Fazlur Rahman, qui sont en réalité ses deux prénoms, mais son patronyme est Malik. Il est né en Inde, dans la région de Hazara, devenue pakistanaise en 1947. Son père, Mawlana Shahab al-Din, un savant religieux, a étudié à Dar al-'Ulum, près de Dehli. Bien que traditionaliste, il était ouvert à la modernité, ce qui eut une influence sur son fils. Il se forme d'abord auprès de son père, puis part étudier à l'université du Pendjab à Lahore. Il connaît par cœur le Coran, maîtrise les sciences religieuses traditionnelles et obtient une maîtrise d'arabe en 1942. Il a écrit ses livres en anglais, mais il parle aussi l'ourdou, l'arabe et le persan.
Il étudie à l'Université d’Oxford où il obtient un doctorat en philosophie en 1949. Sa thèse porte sur la psychologie d'Avicenne. Il enseigne d'abord à l'université de Durham, en Angleterre, de 1950 à 1958, puis à l'université McGill, à Montréal, de 1958 à 1961. C'est là qu'il fait connaissance du Palestinien Ismail al-Faruqi. Il travaillera aussi l'œuvre du mystique Mulla Sadra. Puis il revient au Pakistan en 1961, à la demande du général Muhammad Ayyub Khan qui a entrepris une politique de réformes et a besoin de l'appui d'intellectuels comme Rahman,. Il dirige le Central Institute of Islamic Research à Karachi de 1962 à 1968. Cette politique de réformes rencontre l'hostilité des ulémas conservateurs, dont Rahman fait lui-même les frais. L'hostilité déclenchée par les idées libérales qu'il a exprimées dans son livre Islam avivent l'hostilité : des affiches mettent sa tête à prix,. Il se résigne alors à l'exil aux États-Unis, en 1968, où il a ensuite enseigné la pensée musulmane à l'Université de Chicago. Il a reçu la médaille Levi Della Vida de l'université de Californie.

## Réformer l'islam
Comme Muhammad 'Abduh et d'autres réformistes avant lui, Rahman constate que la pensée musulmane, après une période brillante, connaît depuis le XIIIe siècle une période de stagnation. Certains, comme Hassan Hanafi,  en imputent la responsabilité principale à la théologie acharite, qui, attribuant toute cause à Dieu, d'une part refuse la causalité naturelle et compromet ainsi l'entrée des sciences dans la modernité, et d'autre part justifie une forme de fatalisme, l'homme n'étant pas le créateur de ses actions. Dans son livre Islam, Rahman impute lui aussi aux ulémas orthodoxes le fait d'avoir progressivement mis la main sur le système éducatif et pris ainsi le pas sur la pensée mutazilite rationaliste qui dominait auparavant. Si leur attitude à l'égard des sciences profanes a été contre-productive, c'est aussi l'enseignement qui est désigné comme la cause du déclin : « This relative narrowness and rigidity of education in the madrasas (theological schools) was, indeed, mainly responsible for the subsequent intellectual stagnation of Islam.»
Les penseurs réformistes qui ont œuvré à partir du XIXe siècle n'ont pas réussi à sortir le monde arabo-musulman de cette crise, aggravée par la conscience de son retard, sur le plan scientifique et technologique, par rapport au monde occidental. Comme Hassan Hanafi, Rahman proclame la nécessité d'une réévaluation de l'héritage musulman. Rien ne pourra se faire tant qu'on ne se sera pas assuré d'avoir identifié les principes essentiels que contient cet héritage. Afin d'entrer dans la modernité, l'islam doit s'assurer de ce qui fait sa propre identité. Les musulmans doivent donc avant tout s'assurer de leur compréhension du message prophétique.
La cause du déclin, ce n'est pas la mise à sac de Bagdad en 1258 et la chute du califat. Les causes profondes sont bien plus anciennes, et remontent aux premiers temps de l'islam. Ce ne sont pas les principes qui sont en cause. Mais ils ont été mal compris et mal appliqués.  « This stagnation was inherent in the bases on which Islamic law was founded. » Ce n'est pas seulement le kalâm (théologie), mais aussi le système juridique qui est en cause. En effet, celui-ci n'a jamais été bâti sur une base solide. Les principes sur lesquels il aurait dû être édifié n'ont jamais fait l'objet d'une étude méthodique et systématique. Au contraire, ils se sont constitués de façon empirique, par fragments, de manière à s'adapter aux situations à mesure que les difficultés étaient rencontrées. En fonction des problèmes, les juristes ont pioché dans le Coran telle ou telle règle, au cas par cas, sans avoir une vision d'ensemble du sens du message prophétique.

## Une nouvelle herméneutique
Identifier les principes essentiels de l'islam suppose de comprendre et d'interpréter adéquatement le message révélé. Or, c'est là que le bât blesse : l'exégèse coranique, selon Rahman, a jusqu'à présent manqué d'une méthode. Au contraire du philosophe allemand Gadamer, et dans les traces de l'Italien Emilio Betti, Rahman pense qu'une herméneutique objective est possible,. Mais la condition indispensable pour éviter le piège de la subjectivité autant que celui de l'idéologie, c'est une méthode. « C'est le défaut de méthode qui empêche le retour au sens initial à partir de l'unité du texte.»

### Une approche holistique
Comme Amin al-Khuli et Hasan Hanafi, Rahman plaide pour une exégèse qui prend le message prophétique comme un tout cohérent. Trop souvent, des versets isolés sont brandis comme arguments, alors que d'autres versets les contredisent. Ces penseurs reprochent à l'exégèse traditionnelle d'être longitudinale, c'est-à-dire d'expliquer le Coran sourate par sourate, verset par verset, dans l'ordre où ils se présentent. Cette méthode a pour effet de morceler l'explication et d'en faire disparaître l'unité. Or, le Coran pour Rahman est un ensemble cohérent, porteur d'une Weltanschauung (une vision du monde) qu'il s'agit de faire apparaître. À l'exégèse longitudinale, il faut préférer une lecture chronologique et thématique, mise en pratique dans Major themes of the Qur'an. « L'islam historique a pris le Coran en détail, verset par verset, en une lecture "atomisée", perdant en conséquence la perspective éthique des sources anciennes de l'islam et la vision métaphysique qui la sous-tendait nécessairement. » (Islam, cité par R. Benzine)

### Importance du contexte
La vision du monde proprement musulmane exprimée par le Coran est l'ensemble des principes essentiels énoncés dans le texte. Il s'agit donc de distinguer, dans la Révélation, ce qui relève de l'essentiel, qui est universellement valable, dont le sens demeure quelles que soient l'époque et la région, de ce qui est accidentel, qui s'explique par le contexte. Il est donc impératif de tenir compte du contexte de la Révélation (asbāb al-nuzūl). L'enseignement du Prophète est bien souvent une réponse à des événements, ou à des questions qui lui sont posées. Le message de Mohamed a un aspect révolutionnaire et suscite l'hostilité d'une partie des Mecquois. Il prône en effet l'égalité entre les êtres humains, conseille l'affranchissement des esclaves, accorde des droits aux femmes, met en cause le polythéisme... Il est clair que ce travail de réforme ne peut être fait tout d'un coup. Le Prophète doit adapter son enseignement et sa législation à ce qui existe. Les incrédules se plaignent d'ailleurs de devoir renoncer à leurs coutumes, qui étaient celles de leurs pères, et des pères de leurs pères... Il faut donc parfois composer. La méthode proposée par Rahman consiste à distinguer ce qui, dans les réformes entreprises par le Prophète, relève des principes essentiels, et ce qui relève du compromis, compte tenu des circonstances et du contexte. Cette approche peut être qualifiée d'historiciste, dans la mesure où elle met l'accent sur l'importance du contexte, et mise en parallèle avec les travaux de Mohamed Arkoun.

### Rôle du Prophète
Une originalité de la pensée de Rahman est de mettre en lumière le rôle du Prophète, comme le fait aussi son compatriote Muhammad Iqbal. La Révélation s'étend sur une durée de 23 ans. Il est vraisemblable que dans ce laps de temps, la psychologie du messager, mais aussi son sens de la pédagogie, évoluent en fonction de son expérience. Rahman voit une évolution dans le style des sourates considérées dans leur ordre chronologique (Islam, chap. II). Le Prophète n'est pas vu comme un intermédiaire passif : il joue un rôle dans la transmission du message,. « Le Coran est une Parole de Dieu, mais il est bien sûr en même temps intimement lié à la personnalité profonde du Prophète Muhammad avec qui il ne pouvait avoir une relation purement mécanique d'enregistrement. » Selon Rahman, la Révélation touche le cœur du Prophète sous la forme d'une inspiration (wahy). C'est pourquoi la personnalité de Muhammad fait l'objet du premier chapitre du livre Islam - alors que ce thème est absent des traités classiques de théologie. Rahman y souligne notamment un aspect de la personnalité de Muhammad : son souci, et même son anxiété, de réussir sa mission et de transmettre son message. Cette mise en valeur du rôle du messager ne pouvait que susciter l'ire des plus conservateurs, qui y ont vu une mise en cause de la nature incréée de la Parole divine. Rahman ne remet pourtant pas en cause la nature divine du livre saint de l'islam. Mais il définit la Révélation comme « la réponse divine, à travers l'esprit du Prophète, à la situation socio-morale de l'Arabie du Prophète ».
Il s'agit donc de se livrer à un travail d'induction pour tirer les principes généraux à partir des cas particuliers vécus. Le Coran n'est pas un manuel de droit qui énonce des principes généraux applicables en tout temps et en tout lieu,. On a tort d'ériger des prescriptions adoptées dans un contexte particulier en principes à valeur universelle. Le cas de l'interdit de l'alcool est cité comme exemple par Fazlur Rahman. La consommation en est d'abord tolérée avant d'être proscrite. On voit que la méthode de Muhammad est empirique : il s'adapte aux comportements, il évalue les effets des mesures adoptées pour les corriger. Le Prophète agit dans un contexte déterminé, celui de l'Arabie du VIIe siècle. Le Coran contient donc moins des règles générales que l'exemple donné par Muhammad. Celui-ci a pour mission de mettre en œuvre des principes dans des conditions historiques particulières. Le Coran, et à plus forte raison la Sunna, qui recense les actes et paroles du Prophète pour leur valeur exemplaire, ne contiennent pas tant ces règles que l'exemple de leur mise en pratique dans un contexte particulier. La difficulté est donc d'inférer les règles implicites à partir de l'exemple donné. Il faut impérativement tenir compte du contexte quand on cherche à comprendre le Coran, parce que les règles que le texte énonce y sont déjà contextualisées. Ce ne sont pas des règles abstraites, mais des règles en acte, insérées dans le réel d'une situation concrète. La tâche des musulmans aujourd'hui est d'extraire ces principes de leur contexte, par un travail d'ijtihad,, que Rahman définit : « the effort to understand the meaning of a relevant text or precedent containing a rule, and to alter that rule in such a manner that a new situation can be subsumed under it by a new solution ».
La source sur laquelle doit s'appuyer l'ijtihad est avant tout le Coran. Fazlur Rahman minimise le rôle des traditions prophétiques : un hadith doit être évalué non tant en termes d'authenticité qu'en termes d'accord avec l'esprit du Coran,.

### Statut de la femme
Un cas significatif est celui du statut des femmes. Le Coran définit les règles de l'héritage : l'homme a droit à une part, tandis que la femme n'hérite que d'une demi-part (IV, 12). On pourra crier au scandale. Mais il faut remettre cette pratique dans son contexte. Pour les Arabes païens du septième siècle, les femmes sont moins que rien. La naissance d'un nouveau-né de sexe féminin est accueillie avec une déception qu'on ne prend pas la peine de dissimuler. On enterre même les filles, vivantes, après leur naissance. Dans un tel contexte, la règle énoncée par le Prophète est une révolution : les femmes ont désormais des droits, ce qui n'était pas le cas. Il ne faut pas y voir une façon de les considérer comme des moitiés d'êtres humains, mais plutôt comme un début de reconnaissance de leur humanité. Rahman met en question les règles de l'héritage inspirées d'une lecture littérale du Coran. Le principe inégalitaire selon lequel la femme n'a droit qu'à une demi-part s'enracine dans une société où l'homme seul assure la subsistance du foyer. Un changement des conditions socio-économiques implique un changement des règles. Rahman engage à prendre modèle sur les réformes entreprises par Mustafa Kemal pour moderniser les lois familiales en Turquie.
De même, l'autorisation de la polygamie, qui figure dans le Coran (IV, 3), pourra être vue comme une mesure sexiste. Pourtant, replacée dans son contexte, elle laisse apercevoir la nature du message prophétique quant à la condition féminine. La polygamie, chez les Arabes païens, est la coutume, et elle n'est régulée par aucune limitation. Un homme pouvait épouser autant de femmes qu'il voulait. Le Prophète met un frein à cette pratique : il impose la limite de quatre femmes. Ce nombre n'est pas la règle : c'est un maximum. Mohamed insiste sur le fait que si une épouse disparaît, le mari doit s'assurer de pouvoir assurer la subsistance des orphelins. Il encourage les croyants à bien réfléchir. Il souligne en outre qu'il faut assurer le bien-être et le bonheur de toutes ses épouses, sans qu'aucune se sente délaissée. Il conseille donc à ses compagnons de limiter le nombre de leurs femmes. Il est vrai qu'il autorise la polygamie mais, à bien lire ses recommandations, on ne peut pas dire qu'il l'encourage. il s'agirait plutôt d'une tolérance, d'une concession vis-à-vis de la coutume païenne. Une polygamie encadrée était dans ce contexte la moins mauvaise solution, eu égard aussi aux conditions démographiques : les hommes vivaient moins longtemps du fait des guerres et étaient moins nombreux. Mais, dans des conditions idéales, c'est la monogamie qui doit être la règle : « given the right conditions, monogamy is certainly the ideal form. » (Islam, ch. I) Rahman reproche aux juristes médiévaux d'avoir méconnu le mouvement que le Prophète avait initié et de ne pas l'avoir continué.
Fazlur Rahman formule la même analyse au sujet de l'esclavage. Si le Coran tolère l'esclavage, c'est parce que ce dernier est si enraciné dans la structure économique de la société d'alors que son abolition pure et simple n'est pas pensable. Mais l'encouragement à affranchir les esclaves indique assez tout le mal que le Prophète pense de cette pratique.
Les idées de Fazlur Rahman lorsqu'il travaillait au Central Institute of Islamic Research de Karachi ont eu une influence sur les réformes entreprises par Muhammad Ayyub Khan, dont la Muslim Family Laws Ordinance de 1961 oblige le mari à obtenir le consentement de sa conjointe s'il souhaite épouser une seconde femme et réglemente la procédure de divorce (talâq). La tradition, selon laquelle il suffit à l'homme de prononcer trois fois une formule de répudiation pour que le divorce soit consommé n'est, pour Rahman, conforme ni à la lettre ni à l'esprit du Coran. Fazlur Rahman se prononce, à l'inverse de Mawdudi, en faveur de la contraception : selon lui, rien dans le Coran ne l'interdit. Le planning familial représente à ses yeux la possibilité pour un couple d'accorder ses besoins à ses capacités financières, en ayant un contrôle sur le nombre de ses enfants ; c'est aussi une nécessité, pour un pays, de contrôler sa démographie. La famille étant la brique élémentaire de la société, son équilibre est la condition du bien-être de la société.
Le contexte joue donc pour Rahman un rôle crucial. Non seulement le Coran doit être compris en tenant compte des circonstances de la Révélation, comme l'ont fait certains commentateurs auparavant. Mais - et c'est là une idée originale - le Coran est lui-même un exemple de contextualisation. Il n'est pas un énoncé général de règles. En cela, il diffère de la Bible, qui énonce des commandements. Ce qui lui donne un aspect apparemment incohérent, c'est qu'il contient avant tout des exemples de mise en pratique des règles, des cas concrets où les principes sont appliqués aux conditions particulières de l'Arabie du VIIe siècle. Sous la diversité des cas, il s'agit de retrouver l'unité de ces grands principes.

### Un «double mouvement»
Cette identification des principes universels est la première étape de la méthode préconisée par Rahman, qui se décompose en un double mouvement (Islam and Modernity),. La seconde étape est d'appliquer ces principes à une situation nouvelle, à savoir le temps présent,. Il faut, comme l'a fait auparavant le Prophète, mettre en pratique les principes essentiels, mais dans un nouveau contexte socio-politique, celui de l'époque contemporaine et des pays où vivent les musulmans. La réussite de l'entreprise suppose une analyse objective du contexte historique contemporain. Ce travail ne peut pas être considéré comme achevé une fois pour toutes. La vision de l'islam de Rahman a quelque chose d'existentialiste, en ce sens qu'il le considère non comme une réalité qui pourrait être circonscrite dans une définition, mais plutôt comme un processus qui ne peut jamais être achevé, un effort toujours à reprendre.

## La vision du mondemusulmane
Si l'on applique la méthode décrite, quelle est la nature des principes que l'on peut extraire des exemples donnés par le Coran ? En quoi consiste donc la vision du monde particulière à l'islam ? L'enseignement coranique est cohérent : il est de nature essentiellement morale. La Weltanschauung musulmane est de nature essentiellement sociale et éthique,. La signification du message prophétique est un idéal de justice et d'égalité. Le thème du Jugement dernier met en images l'idée de la responsabilité de l'homme, seule créature à qui est échue la capacité de discerner le bien du mal et la conscience de la loi morale. Rahman cite le sermon prononcé par Muhammad lors de son pèlerinage d'adieu, qui met l'accent sur l'humanisme, la fraternité, l'égalité et la justice (Islam, ch. I). L'hostilité des Mecquois lui paraît s'expliquer parce que l'aristocratie en place voit dans le message prophétique une menace pour ses privilèges. Le Coran est un encouragement à l'action pour l'amélioration de la société, loin de l'image qui fait du musulman une personne soumise et résignée. Fazlur Rahman est convaincu que l'islam encourage l'exercice de la pensée rationnelle et la recherche scientifique : « The Qur'an itself is firmly of the view that the more knowledge one has, the more capable of faith and commitment one will be.» Rahman s'inscrit dans un courant rationaliste qui dénonce le point de vue acharite, sa négation des lois de la nature, et son affirmation de l'impossibilité pour l'homme de définir le bien et le mal par la raison, sans le secours de la Révélation. Le texte révélé définit le juste et l'injuste ; mais il faut produire un effort de jugement pour dégager cette définition des particularités historiques où elle est engagée.
La revitalisation du monde musulman passe par une réforme de l'éducation. Rahman reprend à son compte le concept, employé par son ami al-Faruqi, d'« islamisation du savoir ». Selon lui, on a eu tort de distinguer entre sciences religieuses et sciences profanes. Cette opposition laisse entendre que les sciences traditionnelles ne sont pas rationnelles, et que les sciences modernes sont incompatibles avec la foi. Il affirme au contraire l'unité du savoir et rappelle que le Coran encourage l'étude des sciences. C'est pourquoi les musulmans doivent investir le champ des sciences de la nature et des sciences sociales. Si les sciences doivent être islamisées, cela ne signifie pas tant que leur contenu est à changer : la vérité est universelle ; mais c'est l'usage qui en est fait qui doit être plus éthique,.
En matière politique, le Coran ne désigne pas explicitement un mode de gouvernement comme meilleur qu'un autre - le Prophète n'a pas laissé de consigne quant à sa succession. Mais Rahman, en fonction des valeurs morales dont le Prophète donne l'exemple, en induit que la démocratie est préférable, parce qu'elle repose sur l'égalité. Or le Coran affirme l'égalité entre les hommes. La Révélation ne concerne pas les Arabes seuls, elle est destinée à toute l'humanité ; le Message se veut clair et accessible à tous. Le régime politique idéal doit prendre modèle sur la choura - le conseil, inspiré de la recommandation donnée au Prophète : « consulte-les sur toute chose » (Coran, III, 159).

## Réception et postérité
Rahman a essuyé, au Pakistan, la colère des plus radicaux. On lui a reproché, parmi d'autres choses, d'avoir relativisé l'interdiction coranique (III, 125) de l'usure (ribā). Il y voit un appel à la justice économique et une condamnation de l'exploitation. Mais il pense que le prêt à intérêt ne doit pas être interdit dans les sociétés musulmanes modernes. Conformément à sa méthode, il interprète le terme ribā par rapport au contexte et aux coutumes de l'époque du Prophète. La ribā renvoie à une pratique qui consistait à doubler la dette si le débiteur ne la remboursait pas à temps. C'est donc selon lui la pratique de taux usuriers qui est interdite, non le prêt à intérêt en lui-même.
On lui a aussi reproché de mettre en question la réalité du voyage nocturne du Prophète. Selon la tradition, Muhammad aurait voyagé, en une nuit, sur le dos d'un cheval ailé fabuleux, al-Bouraq, de Jérusalem à La Mecque, puis traversé les cieux jusqu'à la septième sphère. Rahman souligne que le Coran est très peu explicite quant à ce récit, dont maints détails ont été ajoutés par la suite. Si l'on s'en tient au texte coranique, le voyage évoqué peut aussi bien être un voyage intérieur, une expérience mystique vécue par le Prophète. Pour le philosophe, l'important, ce n'est pas la lettre de ces récits, c'est la charge symbolique dont ils sont porteurs : que veulent-ils nous dire ? De quelles valeurs morales sont-ils les images ? « What is revealed is what they are meant to convey and the import with which they are invested. » (Islam, chap. I : Muhammad)
Mais la méthode initiée par Rahman a inspiré nombre de penseurs modernes de l'islam. Parmi eux, Abdelkarim Soroush, qui se réfère explicitement au penseur pakistanais, insiste à son tour sur le caractère historique de la Révélation, son insertion dans un contexte, et il développe le thème du rôle de la personnalité du Prophète. Nurcholish Madjid a côtoyé Rahman à l'Université de Chicago. Il retient lui aussi l'idée de contexte, et souligne la notion de ratio legis : dans les prescriptions coraniques, il est essentiel de dégager, de la lettre de la loi, la raison d'être de la loi, son esprit. La prescription dépend du contexte ; ce qui garde une valeur dans n'importe quelle situation historique, c'est la ratio legis. L'herméneutique de Rahman a fait la preuve de sa fécondité puisqu'elle a favorisé l'apparition de nouveaux courants dans la pensée musulmane contemporaine. La théologie de la libération s'est inspirée du courant chrétien analogue, mais aussi de la mise en valeur de la notion de justice par Rahman. L'exégèse féministe aussi trouve des racines dans l'œuvre du penseur pakistanais : Amina Wadud - la première femme imam - reconnaît sa dette à l'égard de la méthode de Rahman dans son appréhension du message coranique comme un tout cohérent,. Ingrid Mattson (en) a demandé à s'inscrire à l'université de Chicago au cours de Rahman après avoir lu son livre Islam. Arash Naraghi étend le raisonnement de Fazlur Rahman au cas des minorités sexuelles.

## Œuvres
La plupart de ses livres sont en anglais, mais il a écrit aussi en ourdou et en arabe.
- Avicenna's Psychology, 1952. L'auteur démontre l'influence d'Ibn Sina sur Thomas d'Aquin.
- Prophecy in Islam : Philosophy and Orthodoxy, 1956.
- Avicenna’s De Anima, 1959.
- Islamic Methodology in History, 1965 : articles initialement publiés dans Islamic Studies, la revue de l'Islamic Research Institute[46].
- Islam, 1966.
- Intikhāb-i maktūbāt-i Shaykh Aḥmad Sirhindī (Lettres de Shaykh Ahmad Sirhindi (en)). Karachi, Pakistan: Central Institute of Islamic Research, 1968.
- Islam and Modernity : Transformation of an Intellectual Tradition, 1982.
- Major Themes of the Qur′an, 1979.
- Revival and Reform in Islam : a study of islamic fundamentalism, introduit par Ebrahim Moosa, 2000.
- The Philosophy of Mullā Sadrā, 1975.
- Health and Medicine in the Islamic Tradition: Change and Identity. New York: Crossroad, 1987.

## Études
- Youssouf Sangaré. Repenser le Coran et la tradition islamique : une introduction à la pensée de Fazlur Rahman. Al-bouraq, 2017.
- Ahad M. Ahmed. The Theological Thought of Fazlur Rahman: A Modern Mutakallim. Islamic Book Trust, 2019.

## Notices d'autorité
- VIAF
- ISNI
- BnF (données)
- IdRef
- LCCN
- GND
- CiNii
- Espagne
- Pays-Bas
- Pologne
- Israël
- NUKAT
- Vatican
- Norvège
- Tchéquie
- Lettonie
- WorldCat